# Radomír Chýlek
Radomír Chýlek (* 26. März 1967 in Čeladná, Moravskoslezský kraj) ist ein ehemaliger tschechischer Fußballspieler. Der Offensivspieler, der in 129 Erstligaspielen 23 Tore erzielt hat, bestritt ein Länderspiel für die tschechoslowakische Nationalmannschaft.

## Sportlicher Werdegang
Chýlek begann seine Karriere Ende der 1980er Jahre beim seinerzeitigen tschechoslowakischen Zweitligisten VTJ Tábor. 1988 lotste ihn Trainer Milan Máčala zu Baník Ostrava, dort wurde er mit der Mannschaft 1989 und 1990 jeweils Vizemeister hinter Sparta Prag und nahm damit am UEFA-Pokal teil. Im Frühjahr 1991 berief ihn der mittlerweile zum Nationaltrainer aufgestiegene Máčala in die A-Nationalmannschaft, am 1. Mai kam er beim 2:0-Auswärtserfolg bei Albanien im Rahmen der Qualifikation für die Europameisterschaftsendrunde 1992 durch Tore von Luboš Kubík und Pavel Kuka als Einwechselspieler für Roman Kukleta zu seinem einzigen Länderspieleinsatz. Im selben Jahr gewann er mit dem Klub durch einen 6:1-Endspielerfolg über Spartak Trnava den tschechoslowakischen Landespokal. Später verlor er auf Klubebene seinen Stammplatz, die der Spielzeit 1992/93 bestritt er lediglich noch fünf Meisterschaftsspiele für Baník. 
Nach der Auflösung der Tschechoslowakei und der damit verbundenen Einführung der tschechischen Meisterschaft wechselte Chýlek im Sommer 1993 zum Erstliga-Aufsteiger 1. FK Drnovice. Nach nur einer halben Spielzeit zog er weiter und wechselte Anfang 1994 ins Ausland, als er – vermittelt über seinen ehemaligen Mitspieler bei Baník Ostrava Petr Škarabela – sich dem SSV Ulm 1846 in der seinerzeit drittklassigen Oberliga Baden-Württemberg anschloss. Die von Paul Sauter trainierte Mannschaft gewann am Ende der Spielzeit 1993/94 den Meistertitel und qualifizierte sich somit für die Aufstiegsspiele zur folgenden Zweitligasaison. An der Seite von Klaus Perfetto, Ralf Allgöwer, Andreas Menger, Marc Arnold und Markus Beierle belegte er dort mit dem Klub am Ende hinter dem FSV Frankfurt nur den zweiten Platz und musste dem hessischen Vertreter den Vorzug lassen. Damit hatte sich der Klub für die neu geschaffene drittklassigen Regionalliga Süd qualifiziert, aber auch hier verpasste er unter dem neu verpflichteten Trainer Rainer Ulrich als Tabellenvierter der Spielzeit 1994/95 den ersehnten Wiederaufstieg in die 2. Bundesliga. Nach einem erneuten Trainerwechsel zu Bernd Hoffmann im Sommer 1995 rutschte der Klub ins Mittelfeld der Tabelle ab, so dass Martin Gröh im November 1995 den Trainerposten übernahm. In der Winterpause der Spielzeit 1995/96 verließ er gemeinsam mit Škarabela Deutschland, beide kehrten in ihr Heimatland zurück und schlossen sich dem Zweitligisten SK Železárny Třinec an. 
Später ließ Chýlek sich in Kozlovice im Okres Frýdek-Místek nieder, wo er in der Jugendarbeit des örtlichen Klubs aktiv ist und zeitweise auch als Spieler in der Männermannschaft aushalf.